# Nyssodrysternum poriferum
Nyssodrysternum poriferum là một loài bọ cánh cứng trong họ Cerambycidae.